# Феллер, Рикардо
Рикардо Феллер (род. 1 июня 2000, Арау, Швейцария) — швейцарский автогонщик. В сезоне 2024 года выступал в DTM и GT World Challenge Europe.

## Карьера

### Картинг
Феллер начал заниматься картингом в 2011 году, участвуя в классе Supermini на швейцарском Кубке Bridgestone. На следующий год расширил свою картинговую программу, заняв второе место в классе Supermini на чемпионате Швейцарии по картингу в сезоне 2012 года.

### Формула-4
В сезоне 2016 года Феллер перешёл в формульные гонки, выступив за команду Mücke Motorsport (под торговой маркой ADAC Berlin-Brandenburg) в чемпионате ADAC Формулы-4.

### Первые годы в GT
В сезоне 2017 года Феллер перешёл в гонки класса GT, выступив в серии ADAC GT Masters за команду Audi Sport. Таким образом, Рикардо стал самым молодым гонщиком в истории серии. На следующий год дебютировал в составе команды Belgian Audi Club Team WRT в чемпионате GT World Challenge Europe. В сезоне 2019 года Феллер дебютировал в гонке «24 часа Дейтоны» за команду Land Motorsport.
В сезоне 2021 года одержал три победы в ADAC GT Masters, став чемпионом в категории. Кроме того, вместе с Алексом Фонтаной и Рольфом Инейхеном Феллер выиграл серебряный кубок GT World Challenge Europe Cup на выносливость.
В сезоне 2023 года Феллер также выступал в GT World Challenge Europe за команду Tresor Orange1 вместе с Маттиа Друди. Экипаж одержал победу во второй гонке на трассе Брэндс-Хэтч. Экипаж из двух пилотов Audi выиграл GTWCE Sprint Cup.

### DTM
В 2022 году Феллер подписал контракт с командой Abt Sportsline для участия в своём первом сезоне DTM на машине Audi R8 LMS Evo. Его напарниками стали Кельвин ван дер Линде и трёхкратный чемпион серии Рене Раст. Во второй гонке в Имоле завоевал свой первый поул и первую победу в DTM.
Феллер продолжил выступать за команду Abt в сезоне 2023 года с напарником Кельвином ван дер Линде. Рикардо показал себя очень стабильно и одержал победу в первой гонке в Зандворте. В сезоне 2024 года продлил контракт с командой Abt, к которой присоединилась поддержка Red Bull.

### Формула-E
В апреле 2024 года Феллер принял участие в тестах новичков Формулы-E в Берлине в составе команды ABT Cupra.